# Polyalthia bromantha
Polyalthia bromantha este o specie de plante din genul Polyalthia, familia Annonaceae, descrisă de Ian Mark Turner. Conform Catalogue of Life specia Polyalthia bromantha nu are subspecii cunoscute.